# Сенявин, Григорий Алексеевич
Григо́рий Алексе́евич Сеня́вин (29 января 1767 — 17 апреля 1831, Санкт-Петербург) — русский капитан-командор.
Родился в семье адмирала Алексея Наумовича Сенявина и Анны-Елизаветы фон Брауде (1733—1776).
В 1775 году был зачислен в службу в чине сержанта артиллерии. В 1780 году был переведен в чине подпоручика во флот. В 1780—1781 в должности адъютанта при контр-адмирале Борисове на корабле «Исидор» совершил переход из Кронштадта в Ливорно и обратно. В 1781—1782 годах служил флигель-адъютантом при своём отце адмирале А. Н. Сенявине. В 1783—1787 годах в качестве волонтера служил на судах Королевского флота. Во время русско-шведской войны, командуя 44-пушечным фрегатом «Брячислав» участвовал в Гогландском сражении. 12 августа 1788 года произведен в чин капитана 2-го ранга. Командуя 74-пушечным кораблем «Победослав» отличился в Эландском, Красногорском и Выборгском сражениях, за что был награждён золотой шпагой с надписью «За храбрость». В 1791—1792 годах командовал тем же кораблем на кронштадтском рейде, а в 1794 году крейсировал на нём в Финском заливе.
1 января 1795 года был произведен в чин капитана 1-го ранга, и командуя 74-пуш. кораблем «Память Евстафия» под флагом вице-адмирала П. И. Ханыкова совершил переход к берегам Англии, где в 1795—1796 годах участвовал в блокаде французских берегов. 10 июля 1797 года награжден орденом Св. Анны III степени на шпагу. В 1797 году назначен командиром Херсонского порта, а 5 октября 1798 года уволен в отставку с производством в чин капитан-командора. 15 декабря 1802 года награждён орденом Св. Георгия IV степени.
В отставке Григорий Алексеевич проживал в своём имении Конь-Колодезь Задонского уезда Воронежской губернии, а после смерти своей супруги переехал в Санкт-Петербург, где в конце 1822 года приобрел дом на Английской набережной, который был перестроен для него архитектором И. И. Шарлеманем в стиле шаблонного классицизма, после чего особняк стал трехэтажным и украсился двумя балконами.
Похоронен на Тихвинском кладбище Александро-Невской лавры.

## Семья
Жена: Капитолина Ивановна Потапова (1775—1822)
Сыновья:
- Алексей Григорьевич  (1794—1826)
- Иван Григорьевич  (1801—1851) — тайный советник, товарищ министра внутренних дел.
- Лев Григорьевич  (1805—1862) — действительный тайный советник, управляющий министерством иностранных дел.